# Église Saint-Prix de Saulxures-sur-Moselotte
Pour les articles homonymes, voir Église Saint-Prix et Saint-Prix.
L'église Saint-Prix de Saulxures-sur-Moselotte  est une église catholique  du XIXe siècle, qui présente une architecture de style néo-gothique, enrichie par un apport successif de styles différents, offrant un chevauchement harmonieux entre les époques.

## Localisation
L'église est située sur la commune de Saulxures-sur-Moselotte dans les Vosges.

## Histoire
Inhabitée avant le VIIe siècle, la haute vallée de la Moselotte était empruntée pour relier les monastères de Remiremont et de Munster. Petit à petit, des colonies se fixèrent sur ce trajet. Le lieu-dit Bois des Dames rappelle les promenades des chanoinesses de Remiremont.
Au début du VIIe siècle, des moines sous la conduite de Saint Amé et de Saint Romary s'étaient installés au sommet de la montagne vosgienne. La montagne fut appelée Saint-Mont et ne tarda pas à être le foyer de progrès religieux et intellectuels, en même temps qu'il devint un centre de population.
La première trace écrite de la commune remonte à 910, elle est consignée dans une note desdites chanoinesses. Le toponyme de Cornimont (Cornimont) est attesté au moins en 1345. Cornimont relevait  du  ban  de  Vagney et  appartenait  au  bailliage  de  Remiremont. Son  église annexe  de Saulxures-sur-Moselotte était dédiée à saint Barthélemy, la paroisse de Saulxures voit le jour en 1345 après avoir été intégrée au ban de Vagney.
La tradition des Kyriolés : jusqu’à la Révolution, tous les lundis de Pentecôte, huit paroisses dépendant du chapitre (Dommartin-lès-Remiremont, Ramonchamp, Rupt-sur-Moselle, Saint-Amé, Saint-Nabord, Saint-Étienne-lès-Remiremont, Saulxures-sur-Moselotte et Vagney) envoyaient des jeunes filles qui se présentaient à l’église de Remiremont et y entonnaient des cantiques en français,.

### La première église auIXesiècle

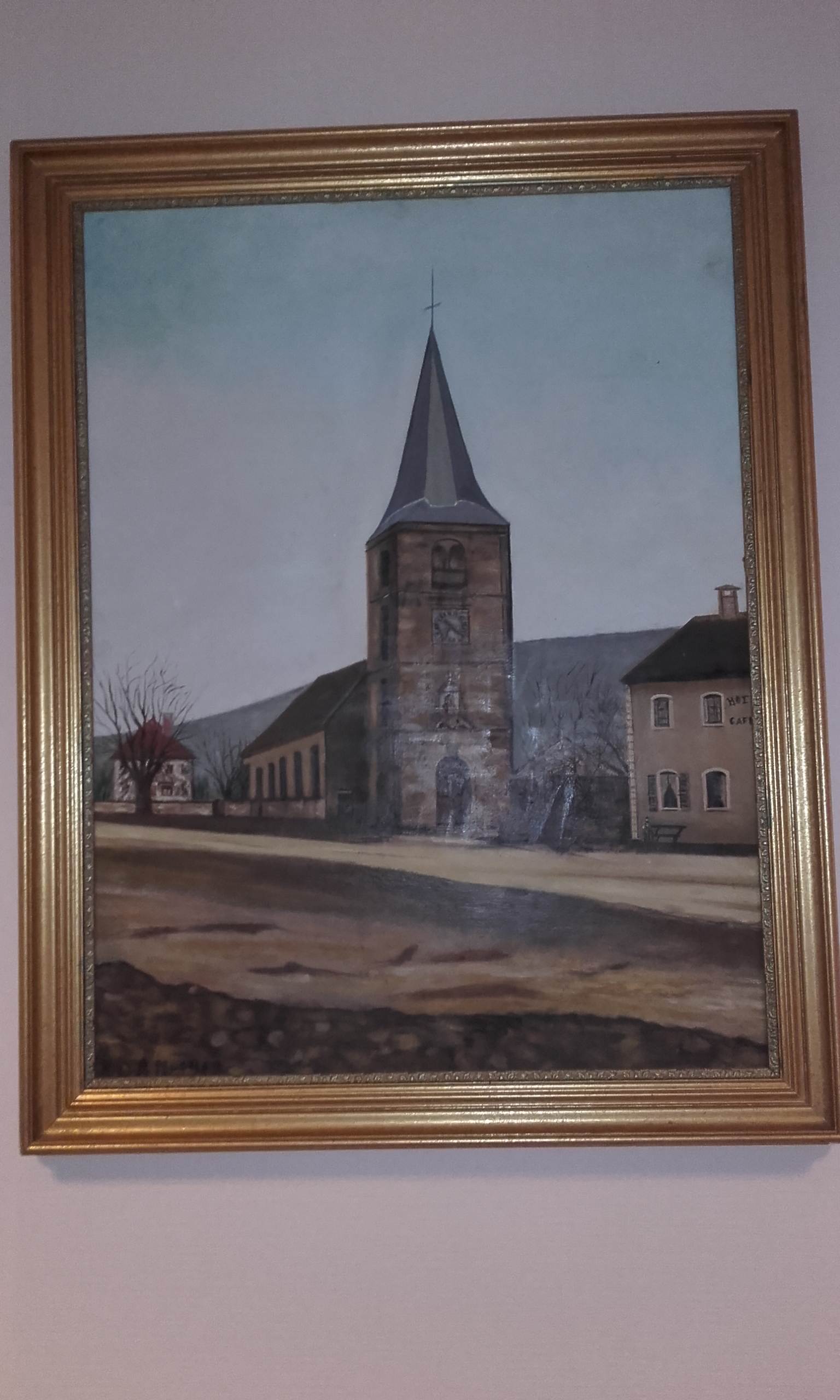
Ancienne église de Saulxures.

L’abbaye du Saint-Mont (ou abbaye du mont Habend)  se développant sans cesse, il ne put nourrir sa population croissante sur la terre, impropre à la culture et dut créer aux alentours de nouveaux centres de population.
Celle-ci étant devenue trop nombreuse dans les trois centres de population de Remisemont (Remiremont), Steamert (Saint-Amé) et Vague (Vagney), Mère Ymma, première abbesse bénédictine, décida de la construction d'une chapelle.
En remontant le cours de la Moselotte, à deux lieues en amont de Vagney, les religieux avaient trouvé un paysage magnifique, la vallée s'élargissait et les rives de la rivière étaient bordées de grands arbres au milieu desquels d'innombrables saules inclinaient leurs longues branches jusqu'à la surface de l'eau.
Au début du IXe siècle, un groupe d'hommes, de femmes, d'enfants se mit en marche sous la conduite d'un religieux pour le pays des saules et commença la construction d'une chapelle autour de laquelle ils bâtirent leurs demeures. Là, le religieux déposa une relique de sainte Ségoberge connue sous le nom de Cécile ou de Claire et regardée comme la plus belle fille de Saint Romaric.
Ainsi venait de naître « Saulsurix », le Saussais, le lieu planté de saules.
C'est plus tard, par décret du 21 mai 1867 que le nom de la rivière fut accolé à celui de Saulxures et que la commune portera le nom de Saulxures-sur-Moselotte.
Une peinture de H. Adam, offerte il y a 100 ans à la commune, visible dans la grande salle de la mairie, serait la seule représentation restante à ce jour de l'ancien édifice de style roman. Les informations fournies dans le livre « Histoire de  Saulxures » de l'abbé H. Lambert confirment l'existence de l'église au XIVe siècle.

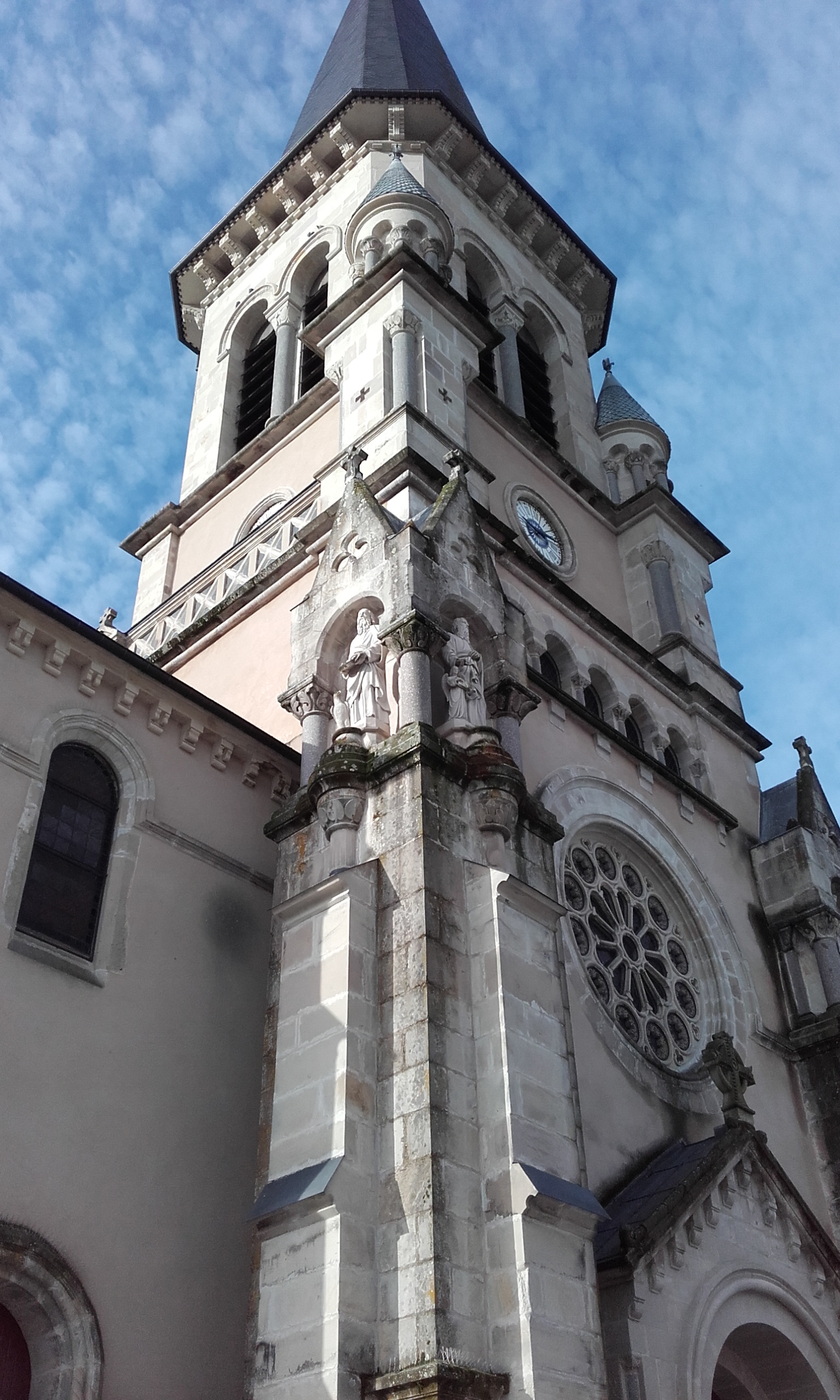
Façade-portail d'entrée.
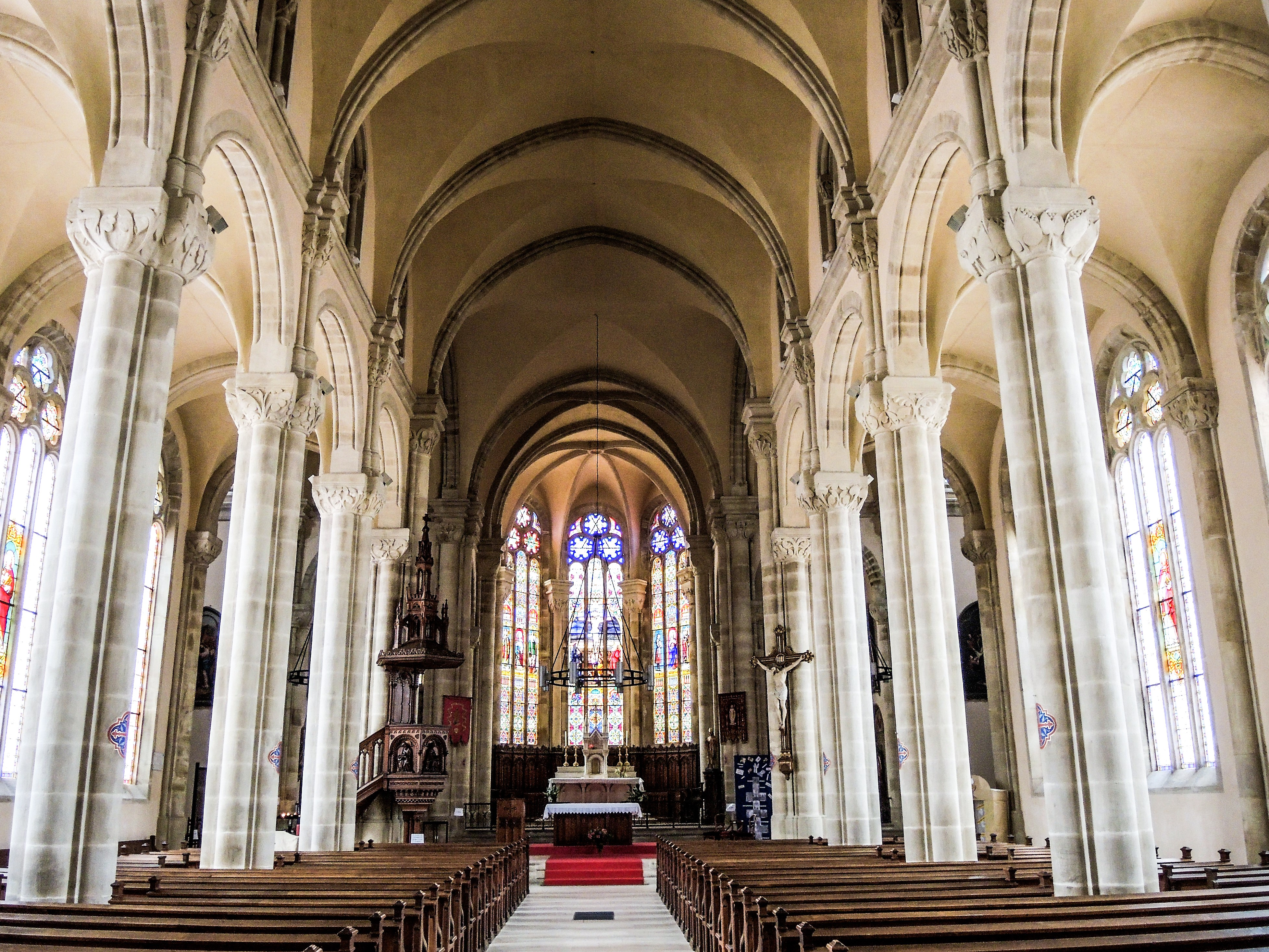
Nef de l'église.
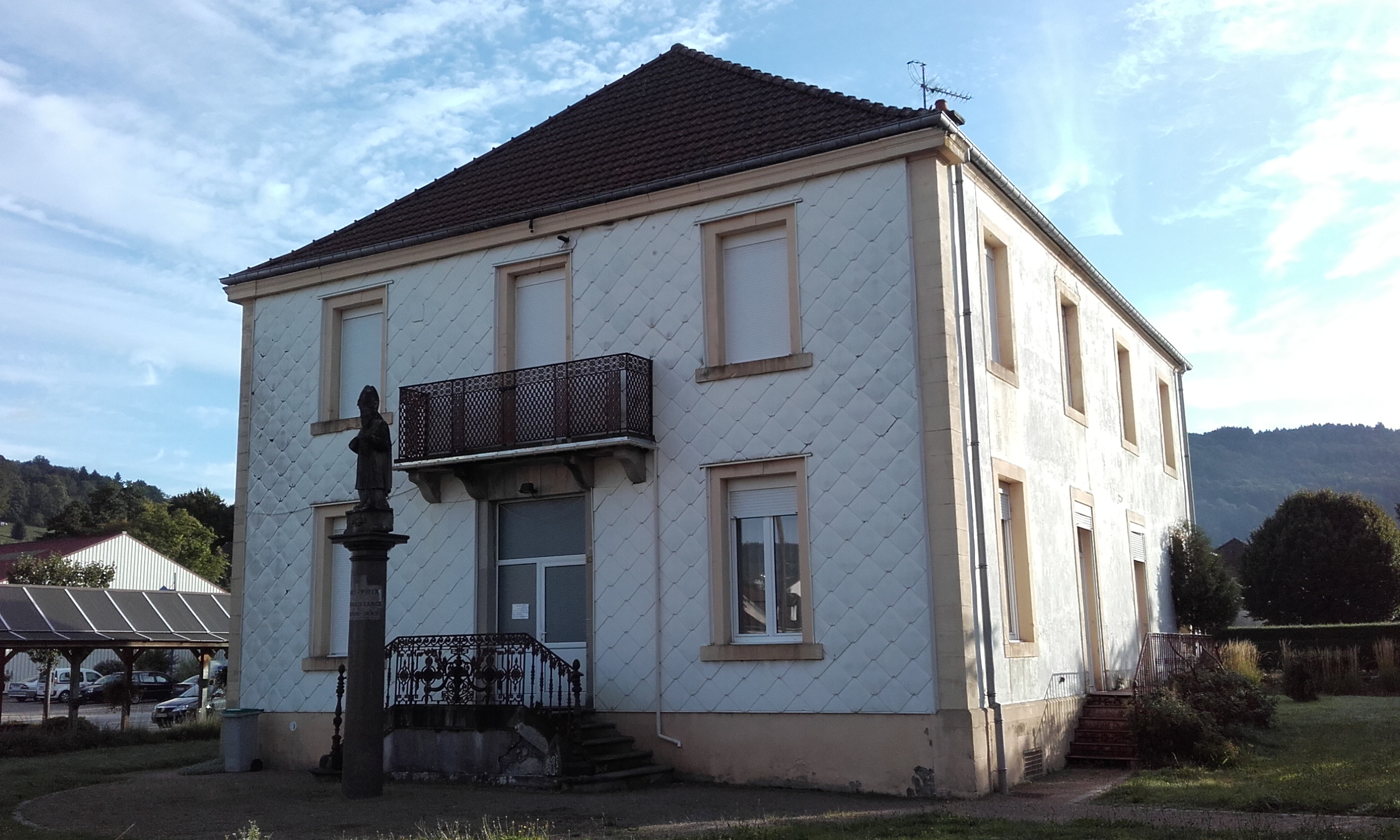
Presbytère reconstruit au même emplacement que celui détruit le 05-01-1659 par un incendie.
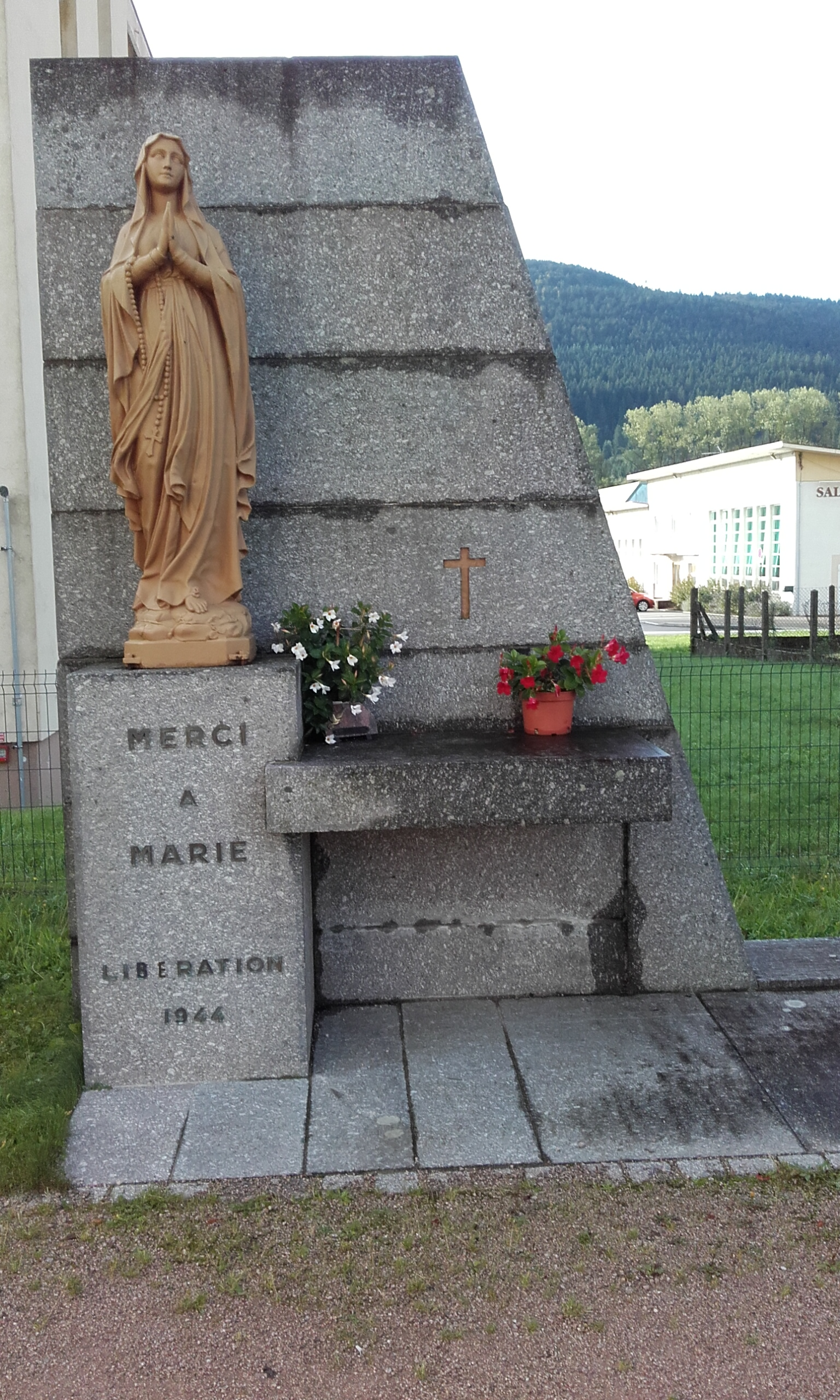
Monument libération 1944[8].

### La  construction de la nouvelle église auXIXesiècle
À la fin du XIXe siècle, l'église dégradée par les outrages du temps, le passage de la Révolution, les incendies de sa voûte en bois, il était impossible de toucher à l'ancien édifice sans mettre à nu des dégradations compromettantes pour l'existence du monument tout entier, hors la tour.
Depuis longtemps la construction d'une nouvelle église était en projet, mais l'exécution d'une œuvre aussi considérable avait toujours été retardée.
L'ancien curé, de vénérable mémoire, Monsieur l'abbé Ruaux, qui a dirigé la paroisse pendant trente années, ne cessait de se plaindre à la fin de son ministère, que son église était trop étroite pour la population et trop peu digne de l'autel divin qui l'habitait. Dès lors une partie de son zèle, qui s'étendait à tout, s'appliqua spécialement à chercher les voies et moyens de porter remède à cette situation. Il n'a pas vu ici bas le couronnement de ses longs et persévérants efforts. C'est l'abbé Pierrefitte, son successeur, qui poursuivra le même but et bénira la première pierre de la nouvelle église le jour de la fête du Sacré-Cœur, le 16 juin 1881.
C'est grâce à la générosité de madame Élisabeth Mathieu, manufacturière, veuve de Jean-Thiébaut Géhin mort à 47 ans en 1843, que put être construite la nouvelle église.
Nicolas Claude, sénateur et ancien maire, avait été le précepteur de ses deux enfants, tous deux morts à 33 ans de maladie en 1868 et 1869. Il épousa la nièce du manufacturier. C'est tout naturellement qu'il deviendra le légataire universel de madame Géhin à la mort de cette dernière, le 26 novembre 1876, avec mission de consacrer son legs à la construction d'une nouvelle église ainsi qu'à la fondation d'un hôpital.
Par délibération du 12 décembre 1876, le conseil municipal accepta le legs de madame Géhin et le plaça en rente d'État, en émettant le vœu que sur sa tombe quelques mots consacrent le souvenir de ses libéralités et rappellent aux générations futures que madame Géhin fut la bienfaitrice de la commune.
Le 25 juillet 1880, monsieur Jean-Joseph Géhin, maire, réunit le conseil municipal qui après avoir entendu monsieur Claude, sénateur et légataire universel de madame Géhin, décida la construction d'une nouvelle église.
Le nouvel édifice fut l'œuvre de l'architecte Charles-Henri Fachot, de Remiremont.
Les premiers offices ont été célébrés à partir de Noël 1882.
C'est le 26 juillet 1883, fête de la Sainte-Anne, que fut inaugurée la nouvelle église en présence de l'évêque, monseigneur Camille Albert de Brey, accompagné de M. Sablon, vicaire général et de l'abbé Noël, maître de cérémonie. Trente ecclésiastiques, parmi lesquels figuraient M. Margaine, chanoine honoraire de Saint-Dié et curé de Dompaire, les doyens de Vagney, de Rupt-sur-Moselle et de Brouvelieures. La messe fut chantée par l'abbé Ruby, curé de Ville-sur-Illon.
La nouvelle église subit ensuite, comme la précédente, les assauts du temps et des guerres.
En 1914, le clocher fit l'objet de travaux comme le montre la carte postale ancienne. Sur le bulletin paroissial de janvier 1947 on peut lire : « Soixante et un ans plus tard les combats de la Libération nous mutilent ce joyau d'église et en particulier toutes les belles verrières sont amochées. C'était l'hiver 1944-1945 et il fallait faire la frayée au maître-autel pour aller chercher Notre Seigneur dans son tabernacle. Le travail fort bien exécuté en châssis de fer à T et avec verre cathédrale a coûté en francs papier de l'époque 381 700 francs ».
Le coq qui avait souffert de la guerre a été changé sous le mandat de Gaston Belperain, entre 1965 et 1971.
La tempête de 1999, les tremblements de terre de 2003 et 2004 fragiliseront à leur tour davantage l'édifice.
La restauration devenait urgente.

#### La restauration de l'église Saint Prix
Élisabeth Géhin (1796-1878), née Mathieu, veuve du précédent administra l'important groupe textile hérité de son mari. Elle fit édifier de 1854 à 1861 un superbe château de style Louis XV. Elle consacra 2 millions de francs de l'époque pour faire bâtir et meubler ce palais de granit et de marbre, malheureusement réduit à l'abandon depuis 1972. À sa mort, elle légua à la commune 150 000 F à la création d'un hôpital et 200 000 F à la reconstruction de l'église paroissiale. Deux des vitraux dans le chœur de l'église représentent les deux fils d’Élisabeth Géhin : Ernest et Auguste, traduits en Ernestus et Augustus.C'est sous l'impulsion de la municipalité conduite par madame Thérèse Beranger, maire, et après maints travaux de réparations ponctuelles que fut décidée une étude préalable à la restauration de l'édifice, effectuée par le cabinet Faucogney à Épinal. Le maître d'œuvre proposa de diviser les travaux en trois tranches :
- Restauration extérieure du clocher et du porche,
- Restauration extérieure de la nef, du transept, du chœur, des bas-côtés et des annexes,
- Restauration intérieure.

Quatorze entreprises participèrent à la réalisation des différents travaux.
La bénédiction de l'église, par monseigneur Jean-Paul Mathieu évêque de Saint-Dié, est intervenue le 30 septembre 2007. C'est au son de l'aubade de l'harmonie municipale que fut inaugurée la restructuration de l'église  en présence de madame Berranger, maire de Saulxures-sur-Moselotte, monsieur Christian Poncelet, président du Conseil général accompagné du préfet Albert Dupuy et des personnalités religieuses : Jean Paul Mathieu, évêque du diocèse, les abbés Marion et Piotr Y. Wik, curés de la paroisse. La célébration eucharistique étant accompagnée par la chorale Renaissance.

#### Le financement des travaux de restauration
Le financement a été assuré collectivement par la municipalité, le Conseil général, la Réserve parlementaire et la Fondation du patrimoine,,, l'association diocésaine et 157 donateurs.

## Architecture et œuvres d'art extérieures
L'église Saint-Prix présente une architecture enrichie par un apport successif de styles, unifiés et caractérisés par les couleurs du granit et du grès des Vosges où se mêlent les styles romans, néogothiques, ogival et classique.
Les églises chrétiennes sont normalement, depuis le Moyen Âge, orientées est / ouest, le cœur de l'autel en direction de la Terre Sainte. L'église de Saulxures est une exception car elle est orientée nord / sud.
L'horloge d'origine, de 1936, des Établissements Ungerer Frères, a été remplacée.
Le parvis de l'église a été entièrement recouvert de 7000 pavés de granit.

### La façade et le portail d'entrée
La façade, rythmée par un  avant-corps, reste sobre et massive. Le portail est surmonté d'un fronton soutenu par deux doubles colonnes et d'une magnifique rosace. À sa gauche et à sa droite, les statues des quatre évangélistes avec leurs attributs sont ancrés sur leur piédestal dans deux pinacles de style néo-gothique : saint Jean (L'aigle), saint Luc (le bœuf), saint Matthieu (un homme ailé), saint Marc (un lion ailé)). Deux clochetons à toit en poivrière de forme conique dominent l'ensemble au niveau des fenêtres des cloches.
Quatre nouvelles statues ont été réalisées par le sculpteur alsacien Christian Fuch en remplacement de celles d'origine totalement dégradées.

### Le clocher
Il est à flèche de charpente. Son toit est en forme de poivrière et octogonale.
Sa pointe culmine à 66 m du sol. Le coq fut restauré lors des derniers travaux. Doré à l'or fin, il est l’œuvre des métiers d'art français. Les fenêtres géminées du clocher sont en plein cintre avec arc de décharge, une colonne médiane séparant les deux ouvertures.

#### Les cloches
Deux des trois cloches proviennent de l'ancienne église.
Sur la première sont inscrits les noms des parrains : Maurice de Bâmont, Joseph-Antoine de la Poirie, Jean-Claude Mathieu de Bâmont, Thomas Lambert, Simon Montémont des Graviers. Elle a été fondue par les établissements Dubois Robert (fondeur de cloches) . La date de fonte n'est plus visible mais compte-tenu des périodes de naissance et dates de décès des parrains, elle fut fondue au début du XVIIIe siècle. La deuxième, fondue par les établissements Touvenet Frères et Goussel Frères, a été bénie à Saulxures l'an 1828 en présence de J-C. Colin curé de la paroisse, de monsieur Léonard, maire et monsieur J.-Jacques Lambert adjoint.
La troisième aurait été fondue et installée entre les deux guerres.
Une petite cloche complète l'ensemble. Elle était utilisée quand les offices concernaient les enterrements d'enfants.

### Le narthex, la nef centrale, le transept, les bas-côtés, l'abside
De forme basilicale, le plan utilisé pour la construction de l'édifice a pour unité de mesure le carré du transept. Celui-ci détermine avec quelques variantes l'occupation dans l'espace des différentes parties de l'église.
La toiture en ardoise est en bâtière pour la nef, en croupe pour les extrémités du transept, en appentis pour les bas-côtés et en pavillon sur plan polygonal pour l'abside. L'extrémité du cœur est fermée d'une abside à cinq pans. À sa droite et à sa gauche, adossée au transept, on observe les deux absidioles demi-rondes des chapelles rayonnantes intérieures. Des contreforts en saillie, élevés tout autour de l'édifice, absorbent la poussée de la voûte et du toit. Ils sont reliés aux piliers intérieurs par des arcs boutants. Les fenêtres sont plein-cintre, de style roman, pieds-droit et appuis en biais.

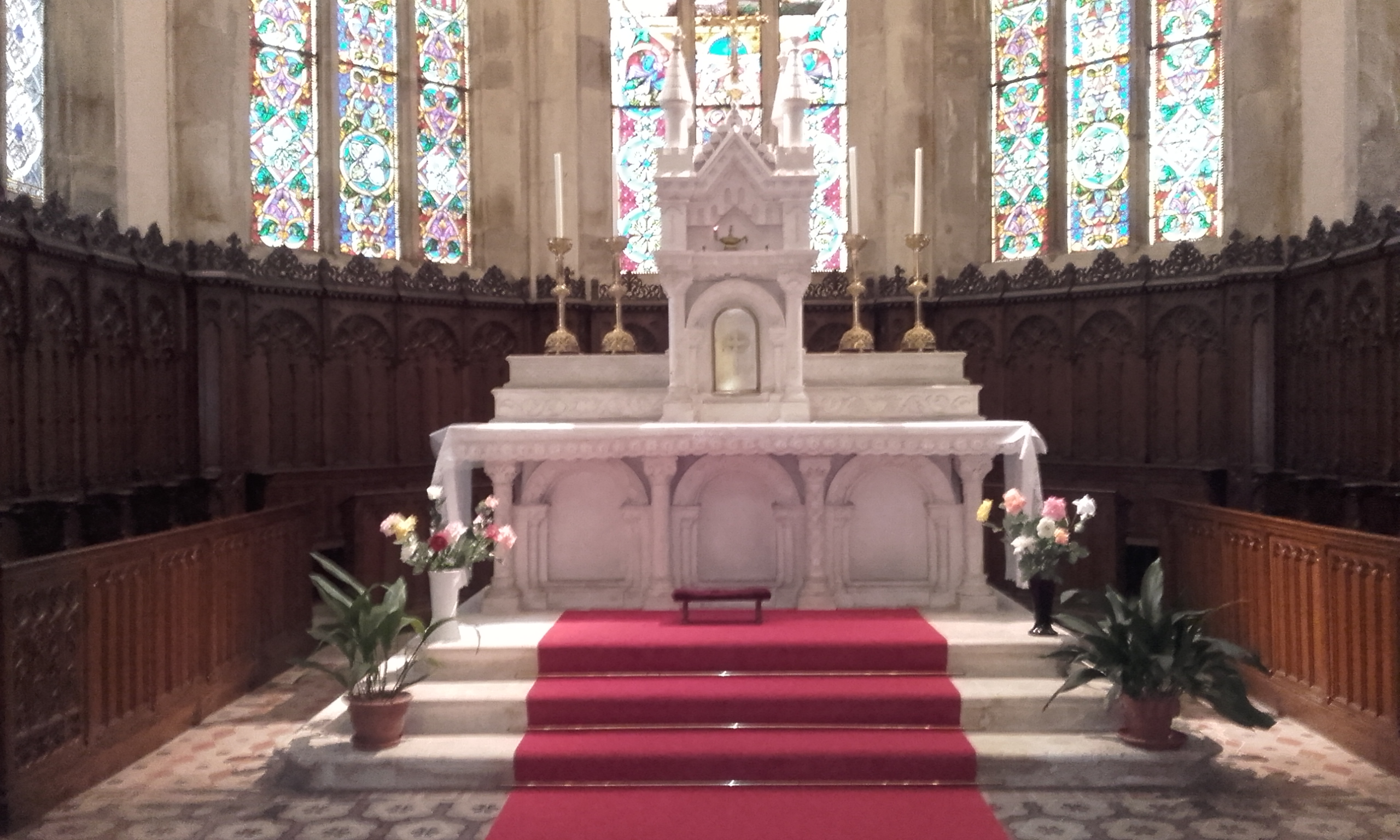
Maître autel.
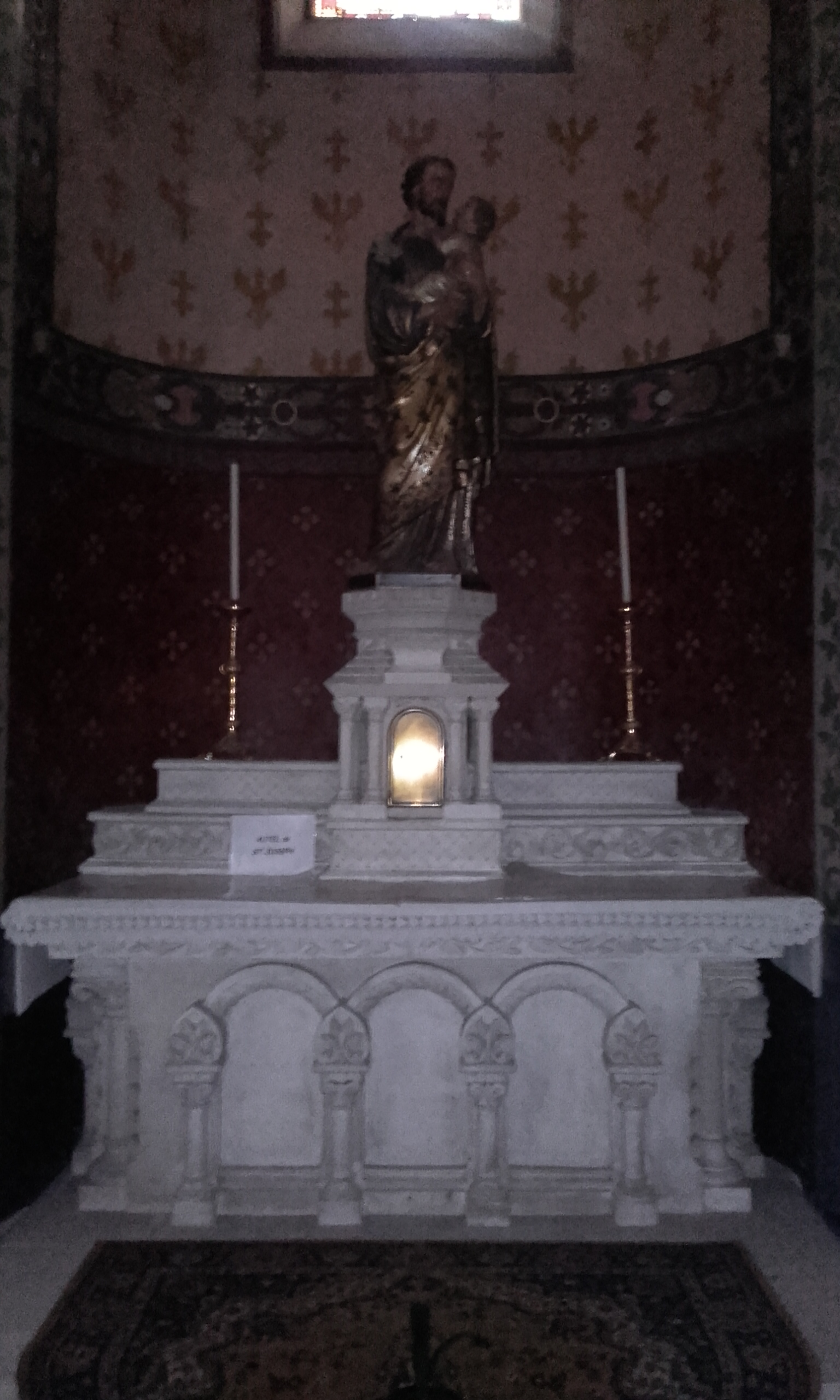
Autel St-Joseph.
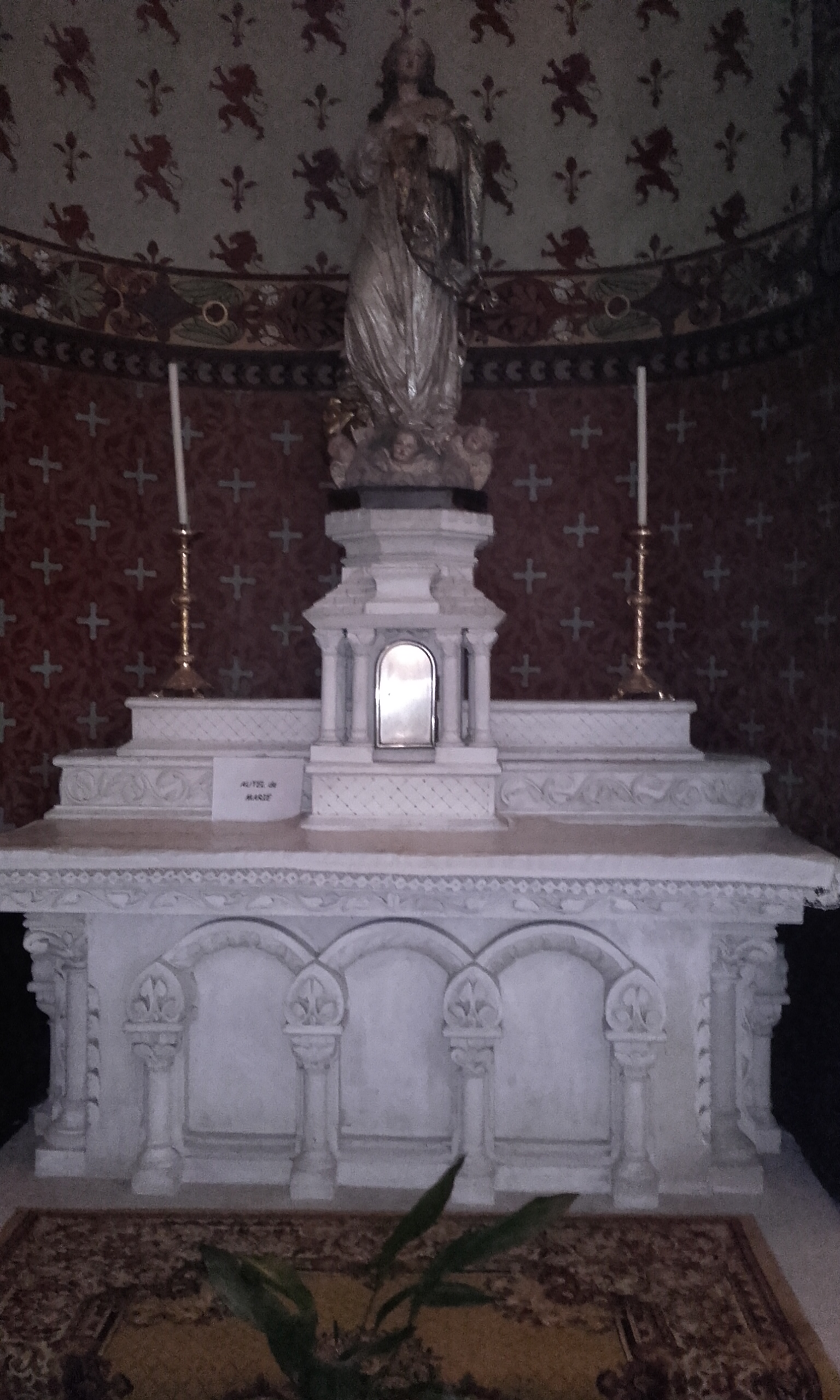
Autel Marie.
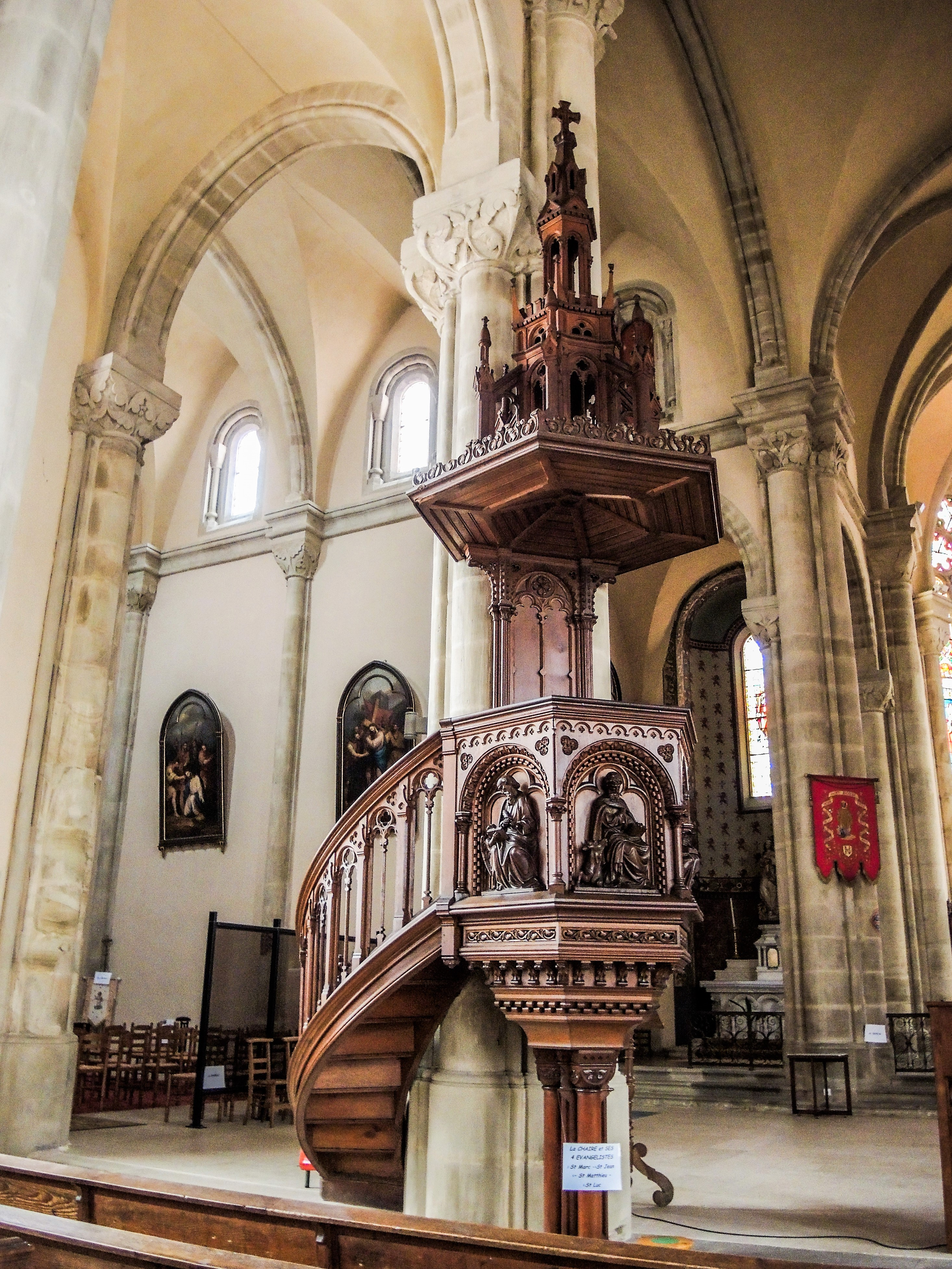
Chaire et 4 évangélistes.
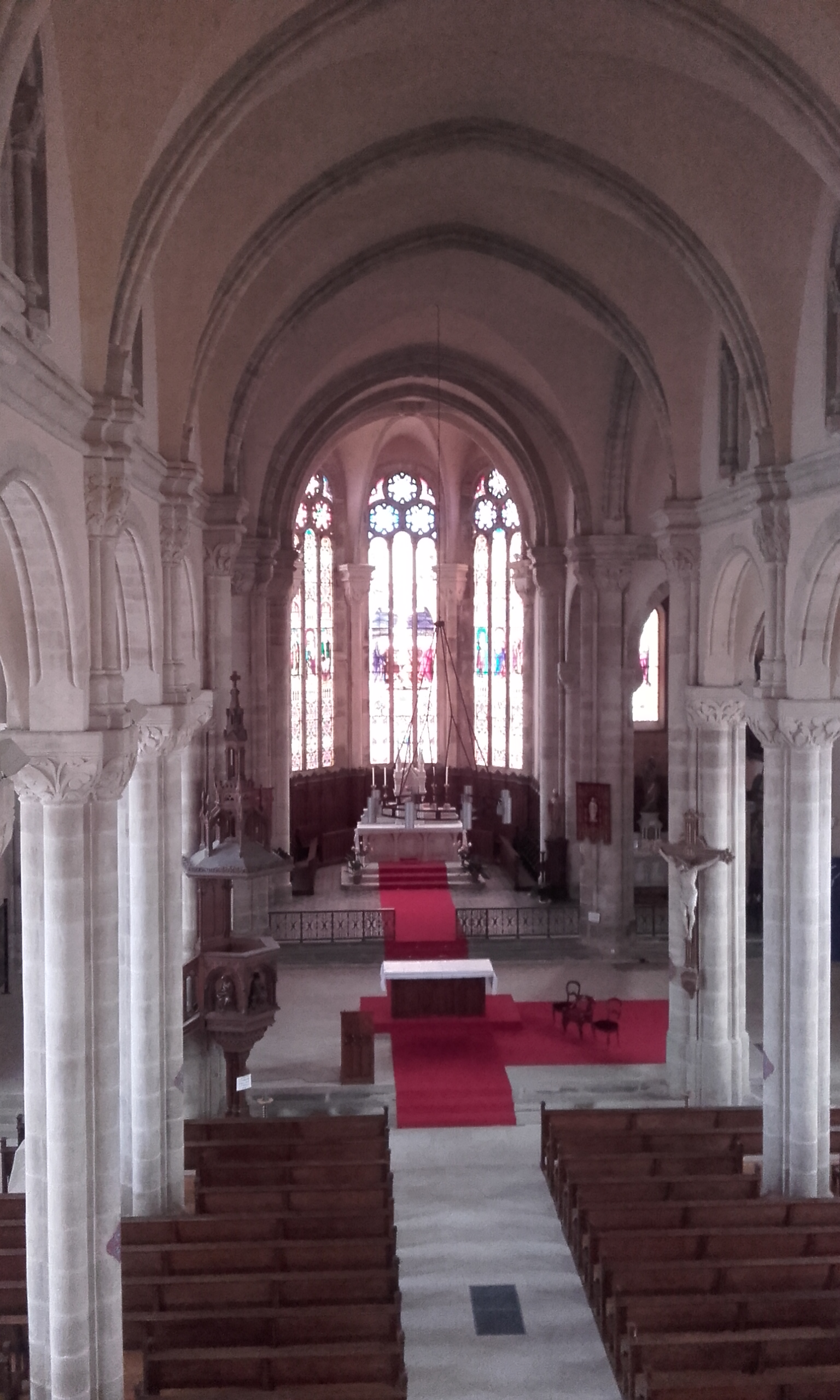
Intérieur de l'église.

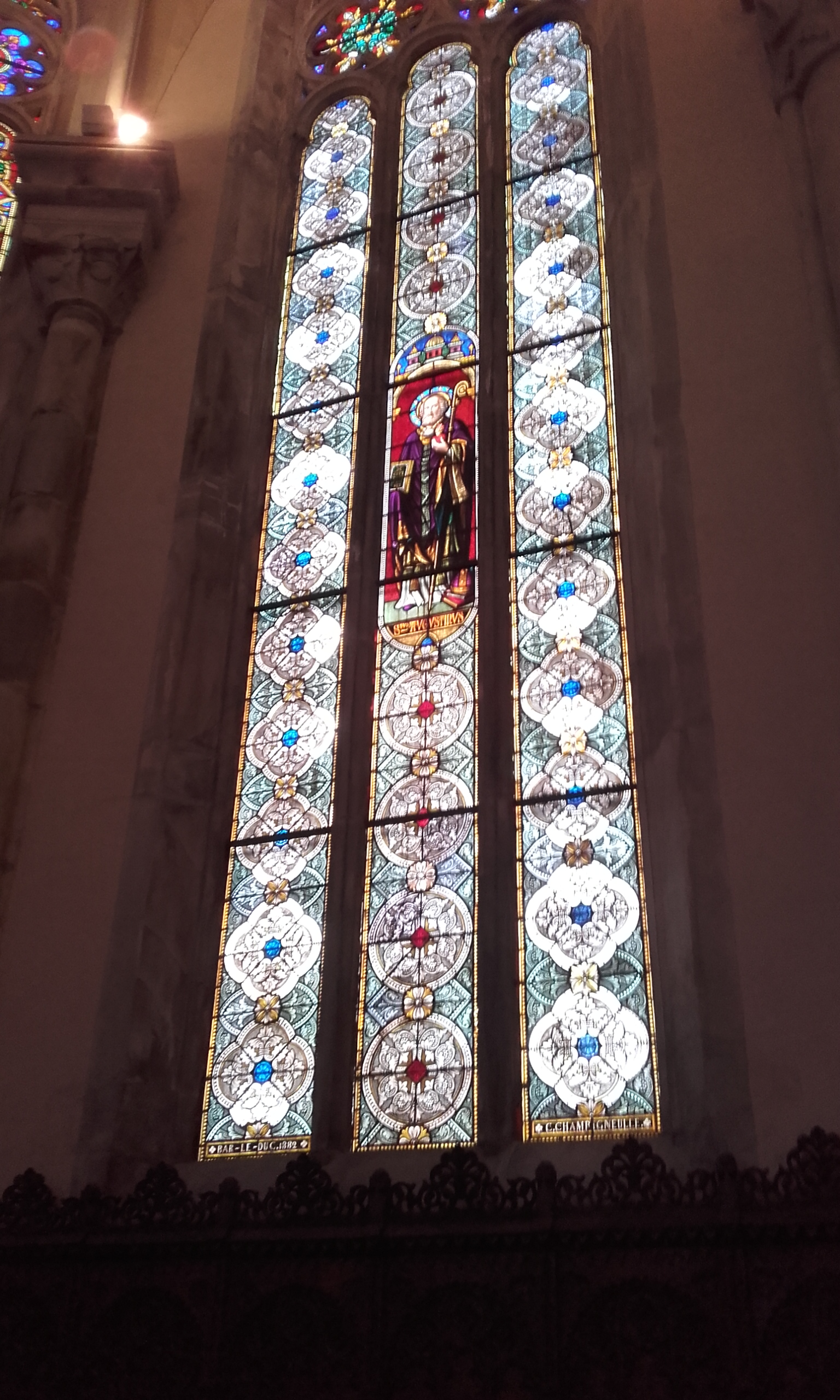
Vitrail dans le chœur : Auguste.
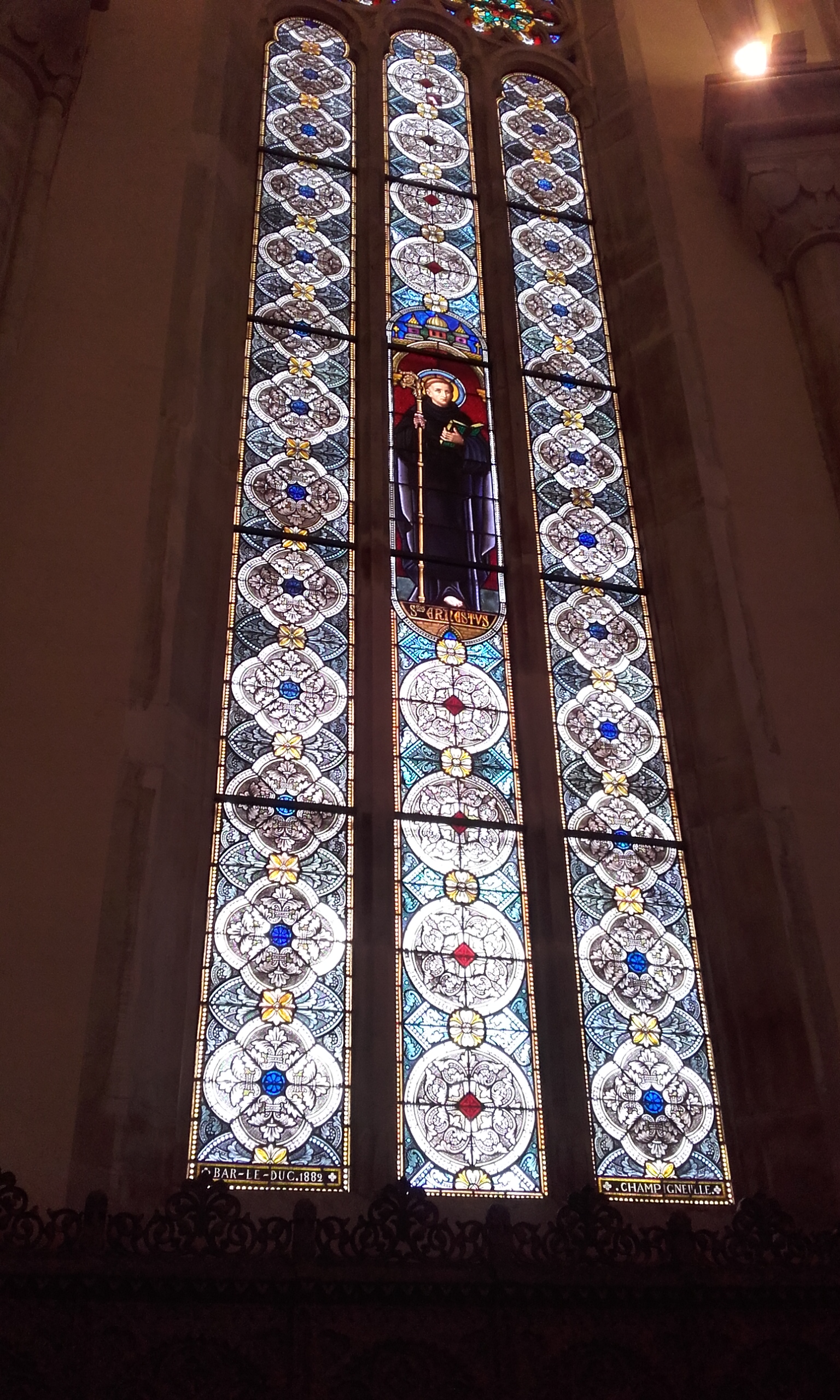
Vitrail dans le chœur : Ernest.
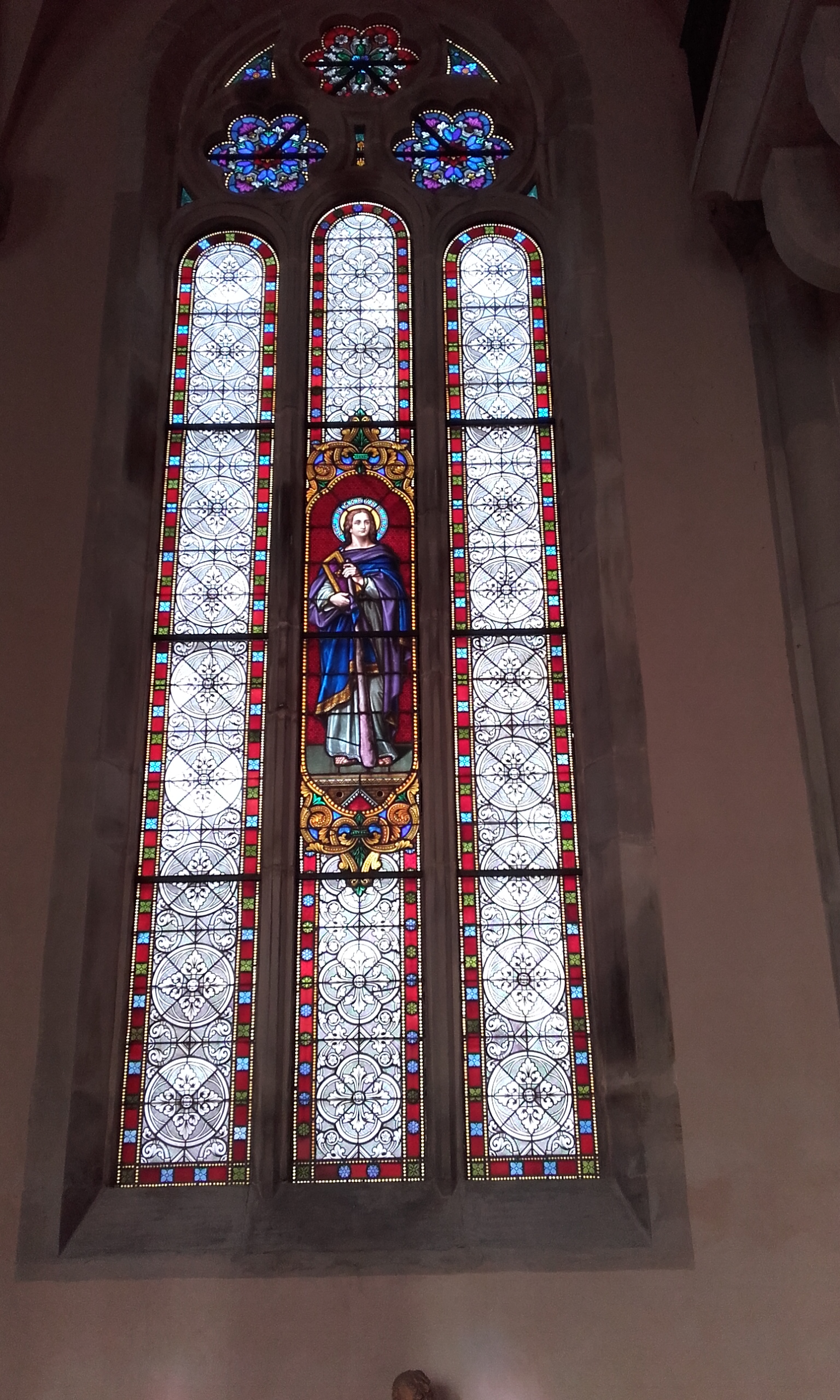
1er Vitrail bas-côté ouest.
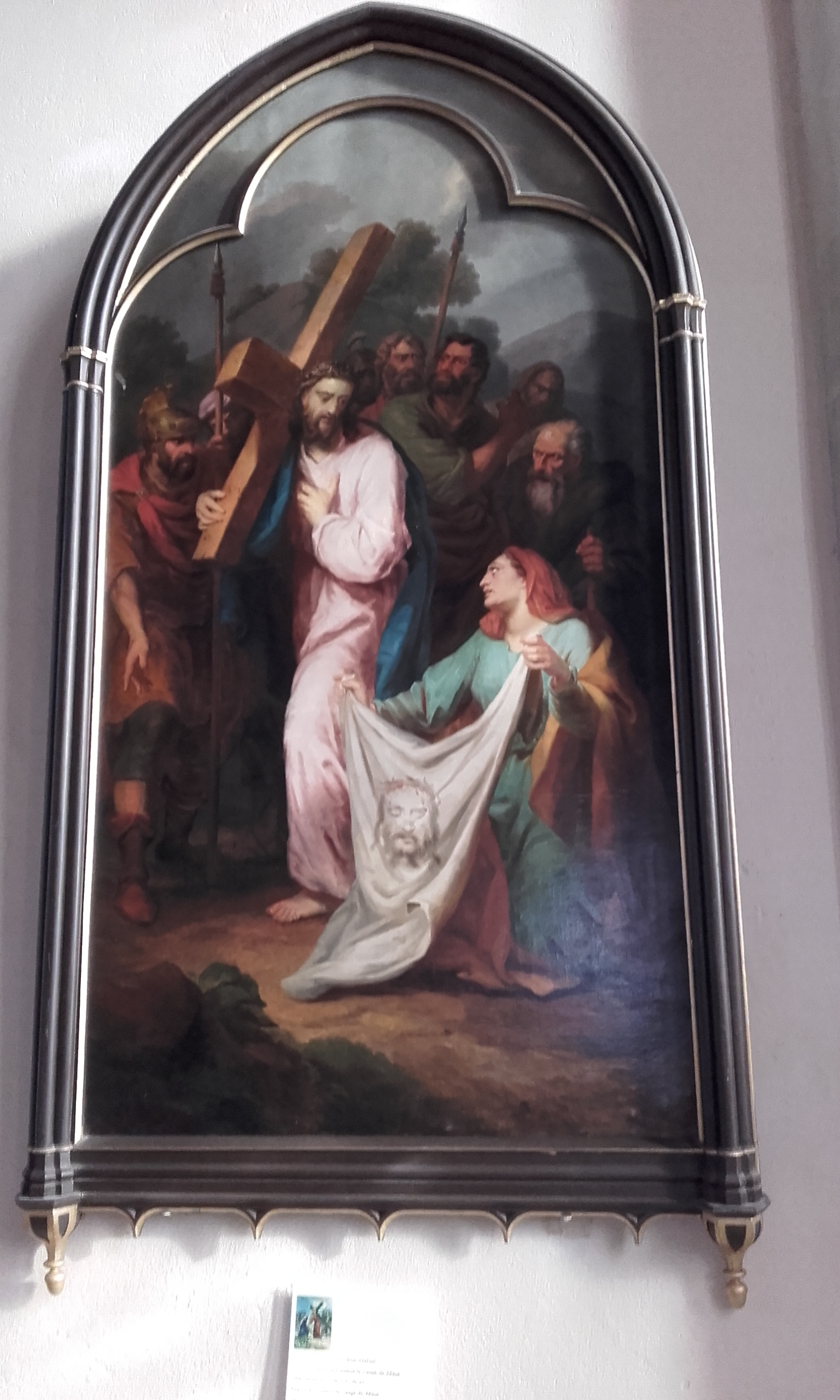
Chemin de croix : 6e station.
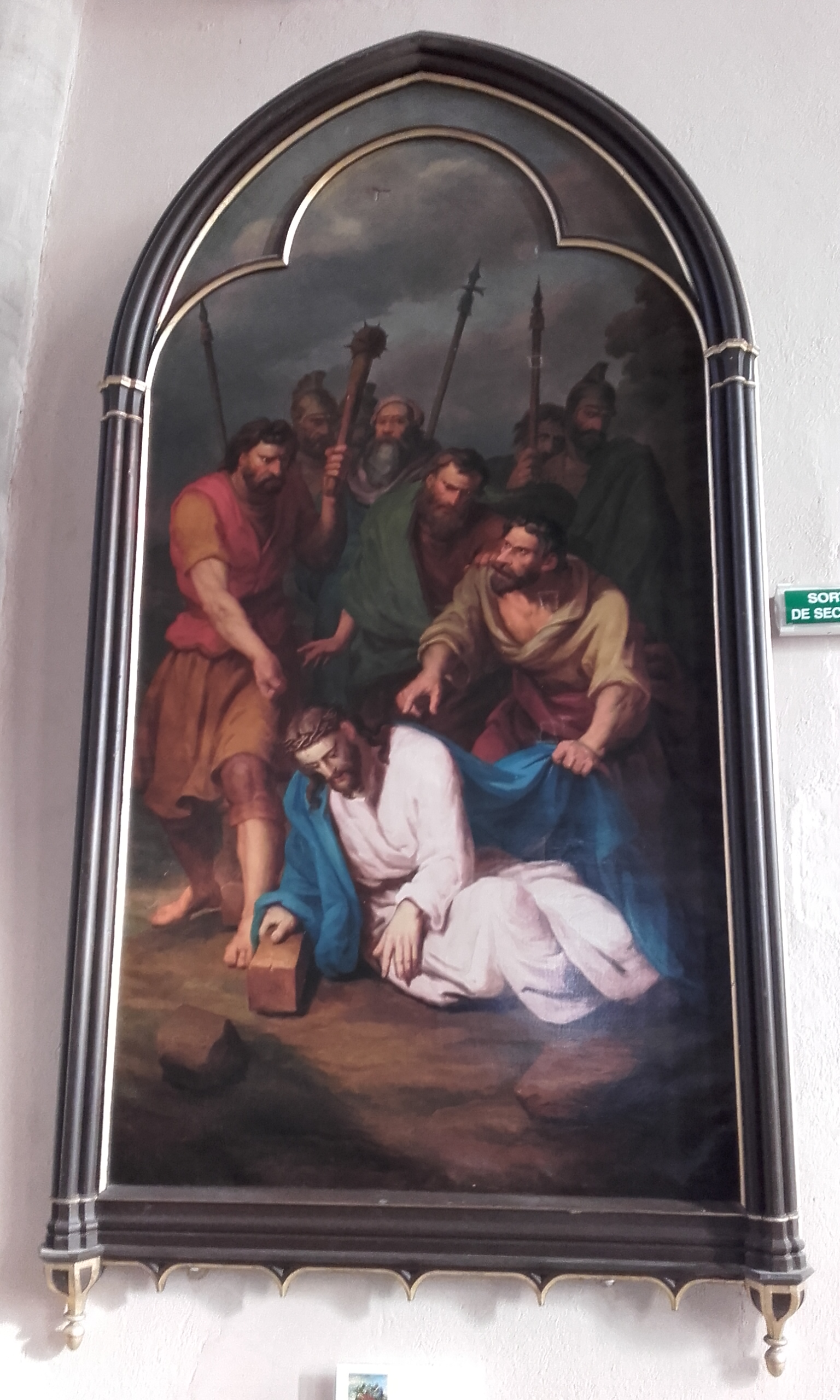
Chemin de croix : 9e station.
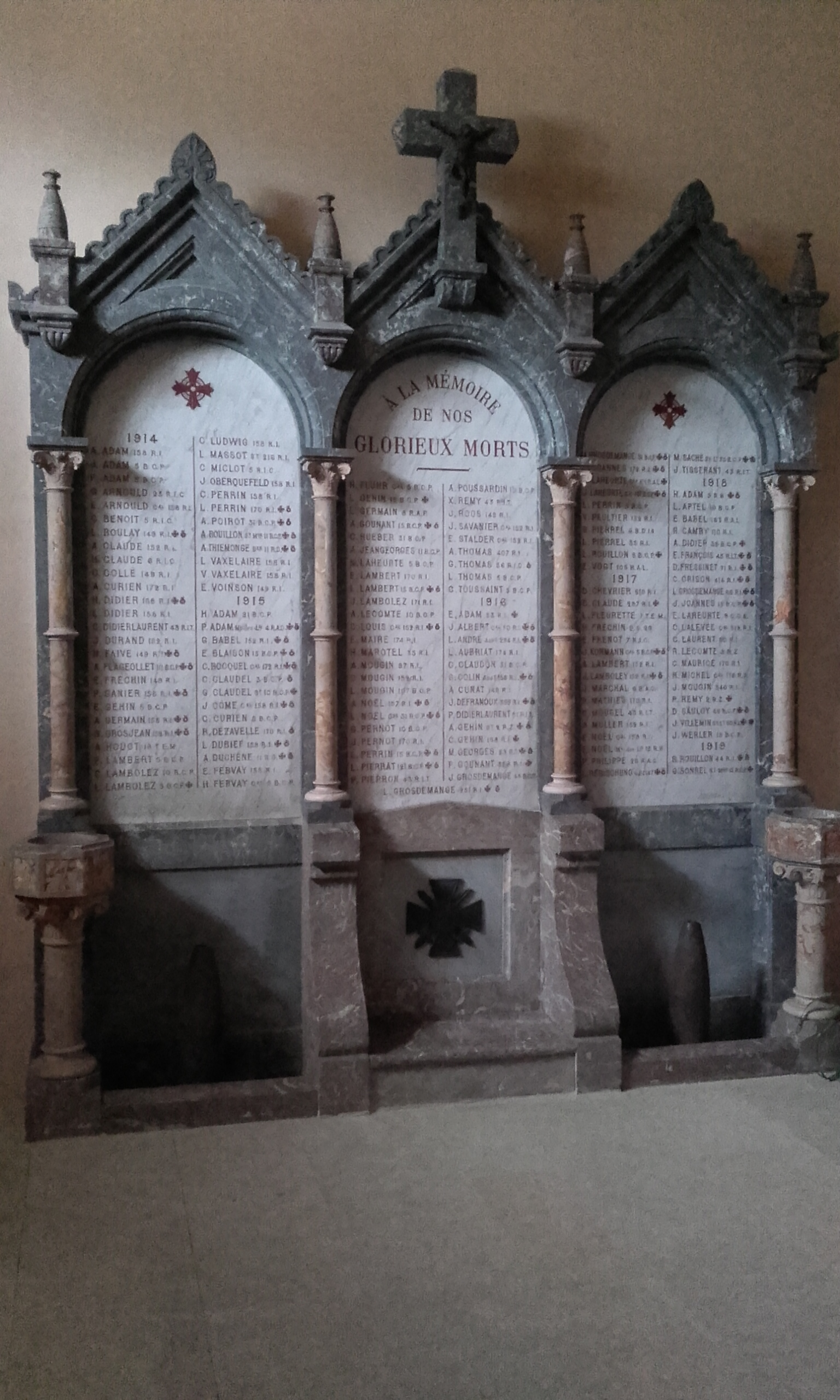
Monument aux morts.
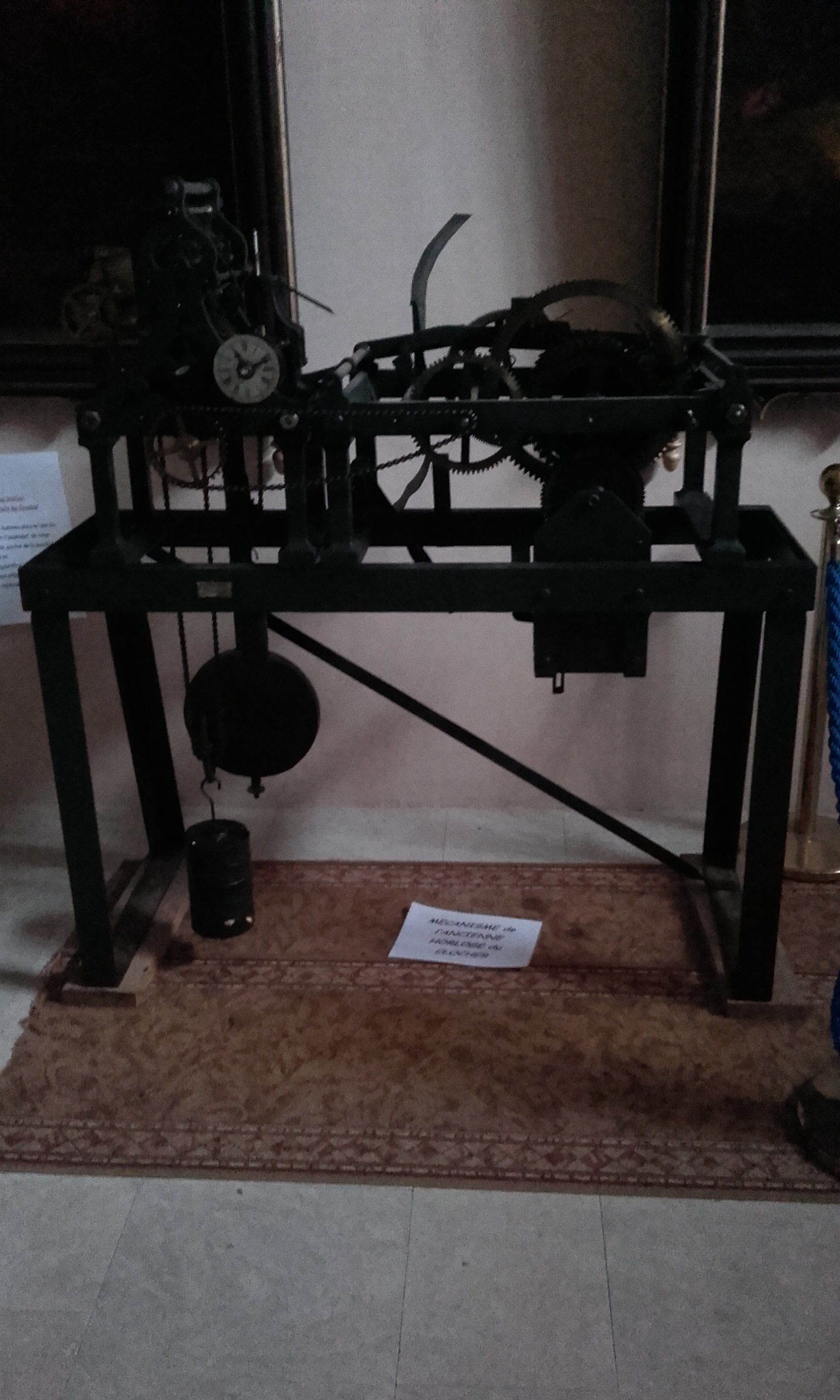
Ancienne horloge.

### Architecture et œuvres d'art intérieures

#### Le narthex, la tribune
Il abrite le monument aux morts de la guerre 1914-1918, sa voûte est à croisée d'ogive et quadripartite. Il est rehaussé d'une tribune qui s'intercale entre le niveau des arcades de la nef et de sa partie haute. Cette tribune loge les emplacements réservés aux choristes et en son centre le buffet d'orgue.

##### L'orgue

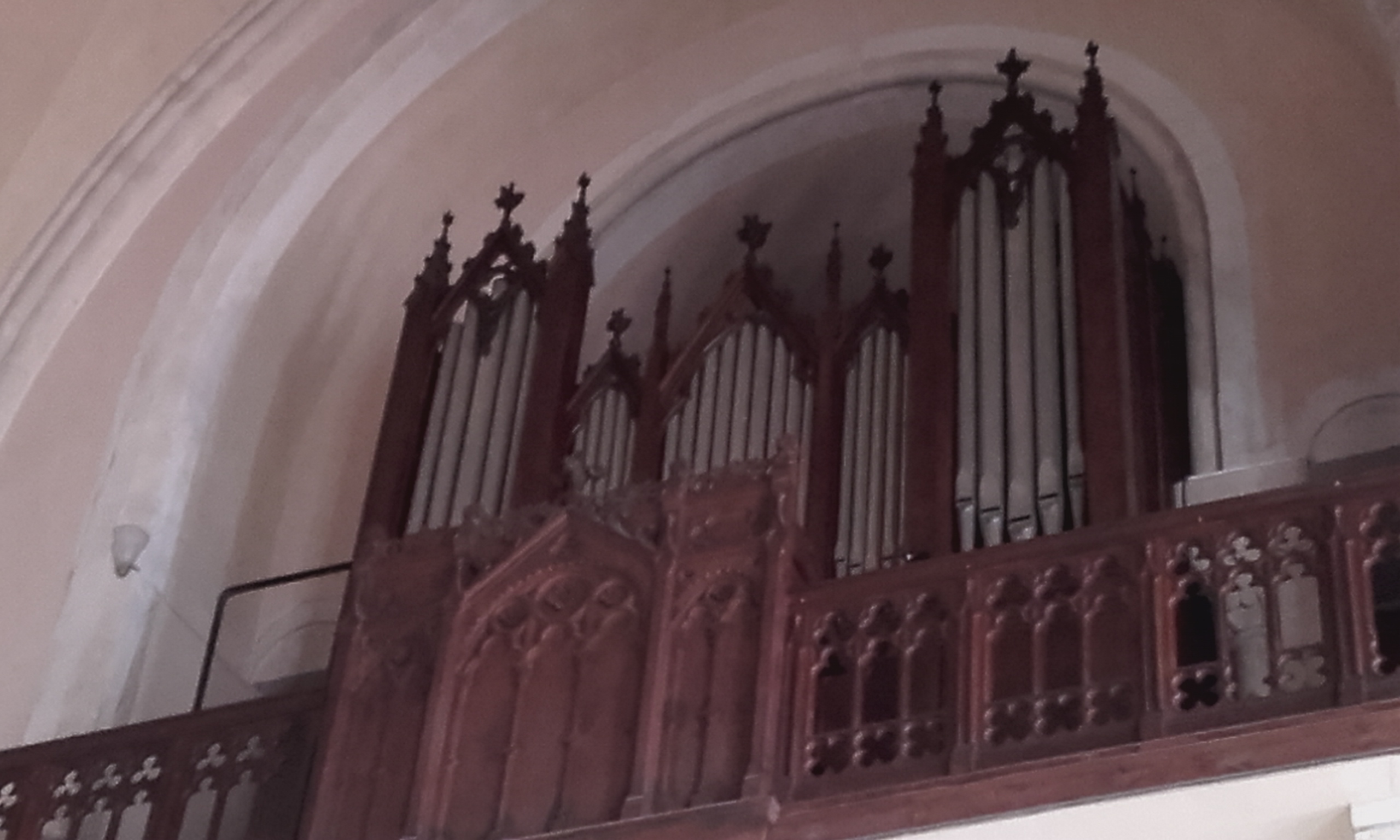
Orgue construit par le facteur d'orgue Jean-Pierre de Rambervillers et restauré par Hubert Brayé.

L’orgue de l’église Saint-Prix provient de l'ancienne église. Construit par le facteur d'orgue Jean-Pierre de Rambervillers, il fut offert par madame Géhin après le décès de son fils Auguste et inauguré le 7 mars 1869,,,,.
Il a été rénové par Hubert Brayé, facteur d'orgues à Mortzwiller, sous la maîtrise d'œuvre de Christian Lutz technicien conseil et historien. L'inauguration de l'instrument réhabilité a eu lieu les 28 et 29 octobre 2017.

#### La nef et les bas-côtés
Les 12 piliers de la nef centrale sont de forme fasciculaire. Le noyau des piliers est cantonné de quatre demi colonnes à socle de forme demi-rondes. Les chapiteaux sont à feuillages.
Les 12 piliers sont le symbole des 12 apôtres envoyés par le Seigneur pour bâtir son église. On retrouve ces 12 apôtres sur les vitraux des bas-côtés et à l'entrée de l'abside. Ils sont l'œuvre de C. Champigneulle, peintre sur verre à Bar-le-Duc et réalisés en 1882. On peut admirer Jacques le Mineur, Thomas, Philippe, Simon, Matthieu, Paul, Pierre, André, Jacques le Majeur, Jean, Barthélemy et Jude Thaddée.
Les quatre bénitiers adossés au fond de la nef reprennent les motifs à feuillage et le style des piliers.
Les voûtes de la nef centrale et des bas-côtés sont à arêtes, quadripartites et de forme ogivale. Des arcs des bas-côtés s'appuient sur les contreforts extérieurs, les arcs formerets délimitent latéralement les travées.

#### Le transept
Rehaussé de la nef par des marches, il est séparé du chœur par une grille en fer forgé. Dans ses deux absidioles, on peut admirer les deux chapelles de style néo-gothique. À droite, le Sacré-Cœur de Jésus, à gauche, Notre-dame de Lourdes et un tableau d'où jaillissent deux grands rayons, l'un rouge, l'autre de couleur pâle représentant Jésus Miséricordieux. Les deux chapelles sont illuminées par les rosaces des extrémités du transept.
La chaire, le baptistère et les confessionnaux en bois sculptés, sortis des ateliers Kein, apportent une note de chaleur dans l'espace. Face à la chaire, un grand christ en croix fut placé en 1900 en souvenir d'une mission.

#### Le chœur
Construit en harmonie avec la nef et le transept, il est ouvert sur la lumière par une abside à cinq pans et deux chapelles rayonnantes.
Le vitrail central représente la mort du Christ sur le calvaire : à ses pieds, Marie-Madeleine ; de chaque côté sont représentés Jean, drapé de rouge et la Vierge Marie en violet.
Sur le vitrail de droite, on reconnaît Jeanne d'Arc (pas encore canonisée, elle ne porte pas d'auréole). Au centre, la vierge Marie et à sa droite avec sa tiare, saint Léon.
Sur le vitrail de gauche on reconnaît saint Nicolas avec trois enfants dans le baquet, sainte Anne, puis l'évêque saint Pris, patron de l'église.
À l'entrée du chœur, à sa gauche et à sa droite, deux vitraux rappellent la mémoire des deux fils de madame Géhin (Ernest et Auguste) personnifiés par la représentation des évêques saint Ernest et saint Augustin (forme dérivée du prénom d'origine latine Augustus).
Ces vitraux, comme ceux des autres parties de l'édifice, sont l'œuvre de C. Champigneulle.
Des stalles en bois sculpté entourent le cœur et son retable, le tout de style néogothique.
La chapelle rayonnante de droite vénère saint Joseph, celle de gauche Notre-Dame de l'Assomption. Les retables sont de même style que le maître autel.
La double voûte du chœur est à croisée d'ogives, elle est sexpartite sur la partie arrière et quadripartite sur l'avant et les nervures sont de style roman.

#### Le chemin de croix
Quatorze toiles représentent les scènes de la Passion du Christ depuis la condamnation par Ponce Pilate jusqu'à la mise au tombeau. Ces toiles de style baroque se caractérisent par de nombreuses couleurs chaudes et vives. Des zones de lumière et d'ombre donnent aux tableaux des impressions faciales aux personnages. L'artiste saisi les mouvements successifs et les condense en une seule image.
Ces toiles ont été restaurées lors des derniers travaux.

#### Les statues
On peut admirer de nombreuses statues dans les différentes parties de l'édifice : sainte Claire, sainte Élisabeth, Jeanne d'Arc, saint Antoine de Padoue, Marie-Françoise Thérèse Martin, en religion sœur Thérèse de l’Enfant-Jésus et de la Sainte-Face, saint Prix, saint Pierre Fourier et saint Fiacre.
Plusieurs d'entre elles viennent de l'atelier Volfron de Nancy.

#### Offices religieux
Sous l'égide de monseigneur Didier Berthet, évêque de Saint-Dié, la paroisse Sainte Croix du Haut-du-Roc est desservie par l'abbé Jean Belambo, curé de la paroisse. Elle recouvre les communes de Saulxures-sur-Moselotte, Thiéfosse, La Bresse, Cornimont et le Ban de Vagney.

### Articles liés
- Saint Prix, Projet ou Priest (Projectus), né en 628 à Gondole.
- Élisabeth Géhin (1796-1878), née Mathieu, bienfaitrice de la commune.